# هيو ماكليلان ساوثجيت
هيو ماكليلان ساوثجيت (3 سبتمبر 1871 - 23 أكتوبر 1940)، من واشنطن العاصمة، جامع طوابع نهم للطوابع، كان نشطاً في ولاية واشنطن وكذلك على المستوى الوطني. كان ساوثجيت تلميذًا وخبيرًا في قضايا المكتب في الولايات المتحدة والمعروفة الآن باسم (جمعية طوابع الولايات المتحدة الأمريكية).

## نشاط هواة جمع الطوابع
وبالإضافة إلى مشاركته في أنشطة هواة جمع الطوابع في منطقة واشنطن العاصمة، كان ساوثغيت أحد مؤسسي جمعية أرقام لوحات الطوابع وكان رئيسها من عام 1926 إلى عام 1928. وفي جمعية قضايا المكتب (جمعية طوابع الولايات المتحدة الأمريكية حالياً) كان أول رئيس لها ورئيس مجلس إدارتها (1939-1940). كان ساوثجيت نشطاً أيضاً في الجمعية الأمريكية لهواة جمع الطوابع وكان من أوائل من بحثوا ودرسوا أرشيفات مكتب النقش والطباعة.

## جائزة هيو م. ساوثجيت
تأسست جائزة هيو م. ساوثجيت التذكارية، والمعروفة أيضًا باسم كأس ساوثجيت، من قبل جمعية طوابع الولايات المتحدة في نوفمبر 1968، كأهم جوائزها الخاصة بالمعارض التي تعود إلى القرن التاسع عشر. من بين الفائزين بالجائزة مورتون دين جويس وهنري م. جوبي وويليام م. فيتش وكورتلاند كلارك وإليوت لانداو.

## التكريم
أدرج اسم هيو ماكليلان ساوثجيت في قاعة مشاهير الجمعية الأمريكية لهواة جمع الطوابع ضمن أول مجموعة من خمسة عشر هاوي من هواة جمع الطوابع في عام 1941.

## وفاته
توفي هيو ماكليلان ساوثجيت في 23 أكتوبر 1940.